# 蝙蝠女俠 (第三季)
《蝙蝠女俠》第三季（英語：Batwoman Season 3）是一部美國超級英雄動作冒險電視劇，由電視製作人卡洛琳·德萊斯與綠箭宇宙創始者葛瑞格·貝蘭提合作開發。劇集由DC漫畫英雄蝙蝠女俠所改編，角色由傑夫·強斯、葛蘭·莫瑞森、葛瑞格·魯卡、馬克·懷德和基斯·吉芬共同創立。背景設定在綠箭宇宙中，與《綠箭俠》、《閃電俠》等其他一些劇集共享同一個世界觀。
第三季於2020年2月3日獲得續訂，拍攝工作於同年7月19日開始，繼續由卡洛琳·德萊斯擔任節目統籌。

## 演員

### 主要演員
- 賈維希雅·萊絲莉（英语：Javicia Leslie） 飾演 芮恩·懷德／蝙蝠女俠
- 瑞秋·斯卡斯頓 飾演 貝絲·凱恩／愛麗絲（英语：Beth Kane）
- 梅根·坦迪 飾演 蘇菲·摩爾（英语：Sophie Moore）
- 妮可·姜 飾演 瑪莉·漢密爾頓／毒藤女二代
- 卡姆魯斯·強森 飾演 路克·福克斯／蝠翼（英语：Luke Fox (character)）
- 維多莉亞·卡塔格納（英语：Victoria Cartagena） 飾演 蕾妮·蒙托亞（英语：Renee Montoya）
- 蘿蘋·吉文斯（英语：Robin Givens） 飾演 潔達·捷特
- 尼克·克里根 飾演 馬奎斯·捷特

### 常設演員
- 瑞秋·瑪多 聲演 薇絲朋·費爾柴（英语：Vesper Fairchild）
- 艾莉森·萊莉 飾演 達娜·德威特
- 道尼·盧卡斯（英语：Donny Lucas） 聲演 「盧修斯·福克斯」人工智能
- 布麗奇特·里根（英语：Bridget Regan） 飾演 潘蜜拉·艾斯利／毒藤女

### 客串演員
- 阿米泰·馬爾默斯坦 飾演 連姆·克萊多／瘋帽客二代
- 莎隆·泰勒（英语：Sharon Taylor） 飾演 哈特利市長
- 艾拉斯托·阿貝爾（英语：Alistair Abell） 飾演 梅森
- 海迪·班 飾演 史蒂芬／殺手鱷2.0
- 珍妮佛·奇恩·加史亞 飾演 傭兵團領袖
- 瓊·B·王爾德 飾演 蒂·史密西
- 珍妮佛·哈金 飾演 諾拉·佛萊斯（英语：Nora Fries）
- 吉雅·金 飾演 喬登·摩爾
- 湯姆·倫克 飾演 查理·克拉克
- 喬許·布萊克 飾演 維吉爾·葛蒂
- 羅布·奈格 飾演 拉茲洛·瓦倫丁／豬教授
- 亞歴克斯·莫夫 飾演 維克多·薩斯
- 茱蒂·雷耶斯（英语：Judy Reyes） 飾演 琪琪·羅萊特
- 山姆·萊特費德 飾演 強納森·「強尼」·卡特萊特／老鼠
- 奈森·歐文斯（英语：Nathan Owens） 飾演 奧申
- 奈森·達士伍德 飾演 傑克·納皮爾／小丑
- 莎拉·J·薩爾西 飾演 芭芭拉·基恩
- 艾瑞克·魯傑里 飾演 波頓·克勞
- 葛倫·佛格森 飾演 傑瑞麥·阿卡漢（英语：Jeremiah Arkham）
- 馬西歐·巴拉魯納 飾演 馬利歐·法爾康尼（英语：Mario Falcone）

## 集數
| 總集數 | 集數 （季） | 標題                                     | 導演             | 編劇                                          | 首播日期       | 製作 代碼 | 美國收視人數 （百萬） |
| --- | ----------- | ---------------------------------------- | ---------------- | --------------------------------------------- | -------------- | --------- | --------------------- |
| 39 | 1           | 走火入魔 Mad As a Hatter                 | 霍莉·戴爾        | 卡洛琳·德萊斯                                 | 2021年10月13日 | T13.23151 | 0.47                  |
| 芮恩和路克組成搭檔合作尋找流入高譚市各個角落的超級犯罪工具，而瘋帽客的禮帽當時落入一名瘋癲青年連姆·克萊多手中，其身為愛麗絲的瘋狂粉絲。由於禮帽曾被瘋帽客安裝過洗腦技術，連姆能強制受害者無從選擇地聽從他的命令，決定故伎重演愛麗絲當初轟動全市的“茶會”。芮恩還未查證自己的“生母”疑似還活著的實情，陪同伴出席瑪莉的醫學院畢業典禮，然而會場很快被連姆劫持，全場出席者唯獨芮恩一行人靠阻斷洗腦信號而沒有被控制。連姆命令台上演講的瑪莉將醫學院校長活生生解剖移除器官，以此報復任意將自己診斷出精神分裂的高譚醫療體系。芮恩被迫將關在阿卡漢的愛麗絲帶出來勸阻連姆，加上路克及時換裝到屋頂阻斷全場信號，才使一行人及時制止慘案發生。意圖逃跑的愛麗絲被抓回阿卡漢，蘇菲協助芮恩駭入醫院系統，最後發現芮恩的出生記錄中確實遭人掩蓋，最後將詳細資料提供給芮恩，由她自己決定是否要查證，而芮恩最終決定不看資料而珍惜自己現在的家人。與此同時，企業女商人潔達·捷特返回高譚，被告知有人在調查她曾花錢掩蓋過的醫療記錄。這次案件同時引起女警探蕾妮·蒙托亞注意，其同樣在全力清查剩餘超級犯罪工具，蕾妮不惜釋放愛麗絲為幫手，從而得知芮恩的蝙蝠女俠身份，以此要求芮恩跟她們聯手尋查。                                    |             |                                          |                  |                                               |                |           |                       |
| 40 | 2           | 呲牙咧嘴 Loose Teeth                     | 傑佛瑞·亨特      | 查德·費艾許 & 詹姆斯·史托特羅                 | 2021年10月20日 | T13.23152 | 0.49                  |
| 兩名大學生在夜間游泳池中屍骨無存，使城市懷疑是惡名昭著的殺手鱷再現，但芮恩一行人推斷是遺失的殺手鱷牙齒上帶有的返祖現象病體感染其他市民所致。為了迅速找出牙齒所在，芮恩被迫跟蕾妮達成共識，伴隨戴電子腳鐐的愛麗絲合作尋找。這時一名少女溫妮在森林遊玩時失蹤，芮恩和愛麗絲跟隨蹤跡至下水道，卻發現一名男子梅森正在用大量生肉餵食殺手鱷。梅森表示這隻“殺手鱷”實為其子史蒂文，釣魚期間偶然接觸到牙齒而導致受感染變異，同時有意阻攔她們抓捕史蒂文。然而史蒂文迅速現身殺死父親梅森逃回下水道，愛麗絲趁機用電擊棒解開腳鐐逃跑，期間遇到失蹤的溫妮，心裡一度想救她卻仍以走為上策。芮恩隨後趕到擊敗史蒂文並營救溫妮，路克及時著裝截住愛麗絲，在她體內打入納米技術追蹤器以防止她再次逃跑。蕾妮檢查發現由芮恩先前查扣的毒藤女植物樣本實為冒牌貨，而路克檢查自己的戰服為何頻發“故障”停機，得知是源於戰服本身的自我保護功能所引起，源於之前他之前中槍留下的“心裡陰影”。潔達·捷特親自來到韋恩企業質問不久前的駭客事件，蘇菲被迫透漏潔達身為芮恩生母的事情，芮恩僅能克制內心的震驚而會面她，然而發現潔達完全沒有想認自己的意思。對此無法釋懷的芮恩，事後親自來到潔達的大樓辦公室與她對峙。                                  |             |                                          |                  |                                               |                |           |                       |
| 41 | 3           | 寒氣逼人 Freeze                          | 葛雷格·比曼      | 南西·喬                                       | 2021年10月27日 | T13.23153 | 0.42                  |
| 潔達面對女兒芮恩保持著一副強勢、冰冷的態度，不肯交代自己掩蓋她出生記錄的真正原因，甚至奉勸芮恩從此遠離她與長子馬奎斯的生活，否則會持續對韋恩企業施壓。芮恩對此大失所望，而馬奎斯開始對“妹妹”芮恩產生興趣，私下會面她並提出背著潔達進行合作。就在芮恩對此捉摸不定時，失蹤工具名單上由已故急凍人製造的液氮氣體罐，不巧被一名學生撿到當玩具而釀成災難，眾人被迫再次跟愛麗絲合作尋找。隨著媒體的報導，一夥傭兵團劫走急凍人的遺孀諾拉·佛萊斯，在艾斯化工廠尋獲急凍人的冬眠艙意圖拍賣到黑市。諾拉試圖警告對方關於自己進出冬眠艙卻加速衰老過程的副作用，然而傭兵女領袖只在乎利益，為了測試效能而不惜將寡不敵眾的蝙蝠女俠鎖進去做實驗。芮恩即將失溫凍死之際被趕來的路克救出，傭兵團最後搶走急凍人的實驗筆記後逃之夭夭。瑪莉協助諾拉治療時，一旁當助手的愛麗絲希望能擺脫近期困擾自己的幻覺以及體內的納米追蹤器，刻意對瑪莉使用離間計，暗示她要為自己爭取一席之地。對此受影響的瑪莉基於關心路克，對芮恩如實交代路克靠關閉戰服的自我保護功能的方式復出，導致路克對她感到生氣。獲救的諾拉決定安享最後的日子，瑪莉到公園為她提供最後的藥品後，一不留神被當時蔓延到身後的植物藤蔓纏住而拖進樹叢中。                        |             |                                          |                  |                                               |                |           |                       |
| 42 | 4           | 防凍措施 Antifreeze                      | 霍莉·戴爾        | 丹尼爾·湯姆森                                 | 2021年11月3日  | T13.23154 | 0.52                  |
| 芮恩接受馬奎斯邀約而以韋恩企業代理執行長的身份，參與高譚市舉辦的30位30歲以下創業者峰會，即使自己仍質疑馬奎斯先前提出合作的意圖，因此在峰會上盡可能地與他保持距離。蘇菲伴隨身為行動主義者的妹妹喬登一同出席，而喬登本想藉此峰會發言而公開秘密結社「黑手套」的存在，然而卻被黑手套麾下的一名黑衣幹員擄走，變成對方測試急凍人遺留的冷凍血清實驗品。蘇菲找到處於冰封狀態的喬登後，送去給不記得公園事發經過的瑪莉治療，卻得知喬登一旦沒找到正確解凍方法則會全身融化致死，而當時愛麗絲恰好跟蕾妮申請留在瑪莉診所進行保護性監禁，被蘇菲強征加入調查黑手套協會下落。兩人在喬登公寓中找到證據文件，然而黑衣幹員隨即趕到銷毀文件並意圖燒屋將她們滅口，所幸芮恩暫時缺席峰會而解救她們。瑪莉靈機一動靠自己受“本能”驅使而養的植物得出解決方案，靠植物本身的“防凍措施”成功為喬登解凍復甦，而愛麗絲為了脫離疑似給她亂服精神藥的阿卡漢，決定跟蘇菲同居。但另一邊，潔達靠峰會的偷拍得知芮恩跟馬奎斯的來往，動用關係縱使韋恩股價大跌，造成芮恩即將失去代理執行長職位，走投無路的芮恩冒險找馬奎斯合作。而潔達秘密會見做冷凍實驗的黑手套幹員，表示自己準備為兒子馬奎斯安排人體冷凍靜止手段。                                     |             |                                          |                  |                                               |                |           |                       |
| 43 | 5           | 豬教授的一課 A Lesson from Professor Pyg | 大衛·萊姆西      | 艾伯尼·吉爾伯 & 卡洛琳·德萊斯                 | 2021年11月10日 | T13.23155 | 0.37                  |
| 芮恩控制住企業股價下跌時收到潔達的家中晚餐邀請，決定陪蘇菲出席並與潔達一次釐清恩怨。但沒被邀請的馬奎斯不請自來，誤以為芮恩選擇投靠他們原要一起對付的母親而表示不滿，各執己見導致晚餐形成緊張局面。但這時，潔達請的大廚拉茲洛·瓦倫丁突然現出恐怖的真面目，戴上豬頭面具、持菜刀意圖報復曾隨意解僱自己的潔達，甚至準備先朝馬奎斯開刀。所有人因酒中被下藥而虛弱不堪，芮恩為眾人製造機會躲入二樓的安全室，然而馬奎斯因過敏反應而性命不保。芮恩只能忍著虛弱走到地下室取得多數腎上腺，然而被瓦倫丁抓回臥室脅迫潔達開門。潔達最終走出去面對瓦倫丁而救下女兒芮恩，眾人趁機各自打入腎上腺恢復正常，然而目睹馬奎斯瘋狂地將瓦倫丁刺死。危機結束後，蘇菲因在此之前搜到潔達實跟黑手套協會有勾結的證據，遷怒於她間接傷害妹妹喬登，而潔達表示自己不知情對方的殘忍實驗手段，私下向芮恩交代自己並無惡意，只是想幫馬奎斯尋找“治療方案”。情況源於馬奎斯兒時曾被小丑用歡樂蜂鳴器襲擊而留下輕微腦損傷，經過一段時間發展逐漸形成潛在的暴力及精神分裂現象，坦誠馬庫斯曾毒害患有花生過敏症的生父。另一方面，愛麗絲協助蕾妮尋找其他犯罪工具時，識破蕾妮意圖尋找曾為初戀的毒藤女，最後靠跡象得知毒藤女疑似用植物感染瑪莉。              |             |                                          |                  |                                               |                |           |                       |
| 44 | 6           | 節外生枝 How Does Your Garden Grow?      | 羅布·杜肯        | 傑瑞·山迪 & 娜塔莉·亞伯姆                     | 2021年11月17日 | T13.23156 | 0.41                  |
| 一名無身份地位的男子克里斯·海納被發現全身包裹在蜂房中半死不活，蕾妮警覺到是自己最熟悉的毒藤女所為。愛麗絲揭露是近期行為異常、瘋狂養植物的瑪莉作為毒藤女的新宿主，原本對此半信半疑的瑪莉靠治療救活海納時，卻也由他親口告知行兇者是自己。恐懼自己還會失控的瑪莉將自己拷在蝙蝠洞中，芮恩和路克決定先對蕾妮隱瞞這一切，開始追蹤瑪莉前一晚的其他動向，最後找到曾被她當作肥料埋入土中的男子維吉爾·葛蒂，其身為先前利用喬登做冷凍人體實驗的黑手套幹員。愛麗絲刻意向蘇菲透漏已抓到傷害喬登的人，縱使蘇菲經不起憤怒而對維吉爾採取嚴刑拷打形式逼問黑手套的情報，芮恩前來阻止導致維吉爾趁機上吊自盡，蘇菲因此無功而返。這時，瑪莉靠透射進蝙蝠洞的陽光而徹底被體內感染操縱，經過愛麗絲的煽風點火加上近期受同伴排擠的影響而墮落成新的“毒藤女”。芮恩和路克及時換裝來到瑪莉藏身的植物園，試圖以道歉的方式勸降她，但內心黑化的瑪莉不肯再相信她們的“友情”而轉身離去，自願與愛麗絲為伍實行下一步。蕾妮責怪芮恩隱瞞實情而錯失良機，芮恩和路克均承認是她們各自的執念而將瑪莉推入黑暗中。為了拯救朋友，芮恩被迫聯繫潔達求助。而蘇菲和蕾妮碰巧在酒吧中撞見彼此，兩人在醉酒及同病相憐的驅使之下發生一夜情。                         |             |                                          |                  |                                               |                |           |                       |
| 45 | 7           | 進退兩難 Pick Your Poison                | 霍莉·戴爾        | 凱莉·奧塔 & 愛米莉·阿隆索                     | 2021年11月24日 | T13.23157 | 0.46                  |
| 芮恩配合潔達設陷阱引出馬奎斯後擒獲，準備對他實施人體冷凍過程；作為交換條件，潔達幫芮恩開發能治愈瑪莉體內感染的解藥，而芮恩被告知必須在隔天日出前幫瑪莉注入解藥。瑪莉在當天夜裡暫時恢復自我，深知一旦對外求救則會被同伴送入監牢，進退兩難之下選擇接受愛麗絲的指點。為了排除愛麗絲血液中的納米追蹤器，瑪莉抽取愛麗絲一部分血後隨機塗在其他幾十輛車上而混淆同伴的追蹤，隨後來到一間公路酒吧尋找與愛麗絲同是O型血的合適捐血者。找尋過程遭遇瓶頸時，瑪莉突然展現出毒藤女的植物催眠能力，輕易拉攏酒吧中的所有客人一一確認，最終找到唯一合適的捐血者。與此同時，馬奎斯在冷凍血清生效前脫逃，血洗實驗室並搶走瑪莉的解藥，闖入韋恩企業用解藥敲詐芮恩將韋恩企業權利轉讓給他。芮恩為了拯救瑪莉而向他妥協，隨後靠路克的努力追蹤而找到愛麗絲和瑪莉的所在處。當時愛麗絲成功靠換血排出體內的追蹤器，芮恩及時趕到懇請瑪莉回頭，然而瑪莉靠催眠向芮恩套問出一旦勸降失敗則會把自己關起來的真實意圖。瑪莉因此失望而操縱植物束縛芮恩、捏碎解藥，加入愛麗絲行列而接納真正的自我，功歸一匱的芮恩回去後看新聞得知馬奎斯已坐上韋恩企業執行長寶座，僅能封閉蝙蝠洞。當時改頭換面的瑪莉看到新聞，決定靠馬奎斯來謀利。                    |             |                                          |                  |                                               |                |           |                       |
| 46 | 8           | 听天由命 Trust Destiny                   | 馬歇爾·韋曲      | 艾伯尼·吉爾伯 & 達芙妮·麥爾斯                 | 2022年1月12日  | T13.23158 | 0.52                  |
| 芮恩一行人別無選擇地借用蕾妮的地下室安排下一步，一致決定使用蝙蝠俠原先阻止毒藤女所研發、能使動植物瞬間干化的血清對付瑪莉，決定偷偷溜回蝙蝠洞查找毒藤女干化軀體的下落來提取血清。但由於馬奎斯惡意霸佔韋恩企業且加強保全，使眾人均喬裝出席馬奎斯當晚舉行的慶祝派對，暗中取得馬奎斯的指紋及掃描視網膜來通過保全系統。然而瑪莉同樣不請自來意圖靠馬奎斯謀利，不惜向他透漏芮恩和路克的英雄身份，同時藉此讓同伴對自己死心。當時芮恩、蘇菲和蕾妮成功回到蝙蝠洞，透過摸索位於洞中央的死樹根，乃至在封閉的地下隧道深處找到毒藤女軀體而得到血清。正當芮恩在頂樓截住瑪莉準備注入時，知情一切的馬奎斯挾持路克脅迫芮恩罷手，迫使芮恩最終將血清打在馬奎斯身上以保護身份。馬奎斯進入干化狀態，瑪莉再次逃回愛麗絲身邊，而芮恩私下聯繫潔達迅速開發出馬奎斯的治愈方案。蘇菲過程中一度找到愛麗絲，然而從她口中得知關於蕾妮始終都在利用她們的真相。作為毒藤女伴侶的蕾妮十年前為了保護城市而與蝙蝠俠聯手“大義滅親”，趁毒藤女對自己放鬆警惕的時機親手對她注入血清，然而這十年來對曾經的愛人懷有愧疚，因此利用芮恩一行人找出愛人所在處。當蘇菲證實這一切時卻為時已晚，蕾妮早已將毒藤女軀體偷出蝙蝠洞後準備想辦法喚醒她。             |             |                                          |                  |                                               |                |           |                       |
| 47 | 9           | 追本溯源 Meet Your Maker                 | 麥可·邦德爾      | 卡洛琳·德萊斯 & 瑪雅·休斯頓                   | 2022年1月19日  | T13.23159 | 0.44                  |
| 蕾妮將毒藤女軀體置於滿是森林的國家公園的湖中成功喚醒，但毒藤女並未因此恢復過去的力量，蕾妮希望能彌補十年前的過錯而盡自己所能地配合她。毒藤女獲悉蝙蝠女俠一行人的內情後引誘繼承自己力量的瑪莉前來，而芮恩一行人同時也靠追蹤形式抵達公園尋找她，為了趁早剷除對自己不利的萌芽，毒藤女不顧蕾妮的勸阻而決定動手。芮恩、蘇菲和路克剛到就遭遇大型藤蔓攻擊，三人沒能救下一名本地住戶而藏身進一棟森林小屋釘死門窗。躲避期間，三人分別審視各自釀成錯誤的原因，後來一致決定正視心魔而合作逃生。靠路克靈機一動靠鹽和醋製成的酸化液，加上芮恩以身犯險炸毀一輛卡車而逼走所有藤蔓，目睹芮恩死裡逃生的蘇菲把握住機會，向芮恩表露自己這段時間對她的好感。另一方面，約翰·迪格爾來到高譚幫助舊識潔達尋找小丑的歡樂蜂鳴器，兩人一路摸索找到蕾妮私藏在地下辦公室中的蜂鳴器。就在潔達欣喜地拿去分析時，迪格爾會面在父親墓前探望的路克，從路克手中取回自己因打不開而交給他分析的“外來匣子”。瑪莉追隨毒藤女的指引來到公園，不顧愛麗絲勸阻而堅持去會面她尋找答案，一路上不慎殺死一名經過的獵人。由於毒藤女執迷不悟，心灰意冷的蕾妮正式與戀人劃清界線，當瑪莉隨後來到毒藤女面前時，使她靠吸取瑪莉身上的力量而恢復如初。                |             |                                          |                  |                                               |                |           |                       |
| 48 | 10          | 毒害關係 Toxic                           | 葛倫·溫特        | 卡洛琳·德萊斯 & 傑瑞·山迪                     | 2022年1月26日  | T13.23160 | 0.48                  |
| 毒藤女開始拉攏瑪莉重操舊業，意圖摧毀毒害水源的高譚水壩，以完成十年前未能實行的大計。但由於毒藤女不在乎會淹死大量市民，瑪莉發現這跟自己的理想大相徑庭，毒藤女便強行從瑪莉身上汲取大部分力量後獨自操刀。愛麗絲為了救回瑪莉而伴隨蕾妮回去求助芮恩一行人，而眾人剛好得知昏迷的瑪莉被人發現送往醫院，因此搶先一步將瑪莉救回酒吧看護。這時潔達打算用蜂鳴器跟蝙蝠女俠交換回馬奎斯，但芮恩不情願馬奎斯逍遙法外，同時為了專心應對毒藤女危機而只能推脫。瑪莉醒後不情願跟芮恩一行人和解，卻被愛麗絲告知自己在森林中無意之下殺死過一名無辜的獵人，受愧疚驅使而協助眾人阻止毒藤女。瑪莉事先服下蕾妮用來阻擋毒藤女心靈控制的自製配方，隨後回到水壩誘騙毒藤女汲取能量而弱化力量。芮恩一舉擊敗毒藤女，路克克服心理陰影而成功修補水壩，瑪莉因此恢復自我而重回同伴身邊。蕾妮跟眾人做交易換取自己與毒藤女的自由，兩人最後照蘇菲的提議離開高譚，前去無人的科里亞納島共度二人世界。然而這時，潔達以新聞發佈會的形式污衊蝙蝠女俠，聲稱城市近期發生的眾多災難均是源於蝙蝠女俠遺失的犯罪工具，使蝙蝠女俠霎那間淪為全民公敵。而一波未平一波又起，水壩危機造成城市眾多地區淹水，導致當時躺在瑪莉診所保持干化的馬奎斯接觸到水分而甦醒。 |             |                                          |                  |                                               |                |           |                       |
| 49 | 11          | 支離破碎 Broken Toys                     | 卡姆魯斯·強森    | 查德·費艾許 & 詹姆斯·史托特羅 & 娜塔莉·亞伯姆 | 2022年2月2日   | T13.23161 | 0.54                  |
| 芮恩同時面對英雄身份遭玷污、以及甦醒的馬奎斯捲土重來而只能低調行事，而馬奎斯揚言要對芮恩報復，花重金以“監外就業”為由釋放薩斯在內的多名阿卡漢精神罪犯組成軍隊。愛麗絲幫芮恩找到蜂鳴器製造者琪琪·羅萊特，其曾是小丑的玩具機關設計師。瑪莉自責是自己釀成這些災難，自願陪愛麗絲找到如今隱居且“洗心革面”的琪琪，說服她幫忙回去舊工作室修復蜂鳴器。芮恩則回去找潔達對峙，然而母女倆碰巧一起被闖進來的薩斯劫為人質，其奉命前來銷毀證明馬奎斯“行為不端”的證據錄像帶。芮恩隨即擊敗薩斯而讓潔達發現自己的英雄身份，使愧疚的潔達坦誠自己當初生下她時因無力撫養，因此花費兩百萬將芮恩託付給有心人士，卻未預料到醫院方面私吞這筆錢並遺棄剛出世的芮恩。另一邊，路克和蘇菲溜回韋恩企業搶回盧修斯人工智能並複製完馬奎斯的硬碟資料，卻發現馬奎斯正在跟琪琪合作，瑪莉和愛麗絲因此中計而被俘，直到芮恩及時前來營救。琪琪趁機修好蜂鳴器後逃之夭夭，準備伴隨馬奎斯延續小丑“未完的使命”。潔達因此對女兒芮恩的成就感到驕傲，決定跟她修補關係，而路克跟父親的人工智能重聚，並理解父親的用心良苦。瑪莉去參加因自己而死的獵人守靈前探望愛麗絲，本想給予她離開高譚從新開始的機會，但愛麗絲決定去搶蜂鳴器來找到全新自我。                |             |                                          |                  |                                               |                |           |                       |
| 50 | 12          | 群魔亂舞 We're All Mad Here              | 艾瑞克·迪恩·西頓 | 瑪雅·休斯頓 & 達芙妮·麥爾斯                   | 2022年2月23日  | T13.23162 | 0.41                  |
| 潔達來到芮恩住處拜訪以表心意，然而探聽到馬奎斯正在尋找社交名媛兼黑手套一員芭芭拉·基恩，恐慌之下立刻離開打算警告其他成員，但很快上錯車而被馬奎斯擄走。而愛麗絲的妄想症開始變本加厲地復發，已故的奧申和強納森分別以幻覺的形式現身嘲諷她，迫使她找到琪琪詢問蜂鳴器位置。馬奎斯趕來殺死琪琪，將愛麗絲帶至黑手套總部觀摩自己為潔達與其他四名成員準備的審判，以報復她們多年來為保護名聲而盡其所能地掩蓋自己孩子“因精神病而犯下的罪行”。馬奎斯接連處死波頓·克勞、傑瑞麥·阿卡漢及馬利歐·法爾康尼，愛麗絲走上前打算偷取馬奎斯口袋中的蜂鳴器，卻被馬奎斯透漏自己兒時墜橋當天的車禍，是源於馬奎斯遭到小丑傷害時挾持的校車；馬奎斯由此認定他們二人猶如“命運交錯”。為了得到蜂鳴器，愛麗絲不惜用“重要情報”與馬奎斯交換，然而剛要成功之際就被趕到的蘇菲和路克聯手阻止。芮恩著裝進去趕跑馬奎斯並營救潔達，一行人開始等待為馬奎斯電擊治療的機會。瑪莉當天本去探望已故獵人的家人並準備坦白罪行，卻得知愛麗絲自願為自己擔下殺人罪行。瑪莉雖未坦白卻也如釋重負，去探訪被關回阿卡漢的愛麗絲表示答謝。而愛麗絲懇請瑪莉救她出去，告知自己早已向馬奎斯透漏藏於韋恩企業中的蝙蝠洞暗門，使馬奎斯如魚得水般的走進蝙蝠洞。               |             |                                          |                  |                                               |                |           |                       |
| 51 | 13          | 其樂無窮 We Having Fun Yet?              | 霍莉·戴爾        | 南西·喬 & 卡洛琳·德萊斯                       | 2022年3月2日   | T13.23163 | 0.42                  |
| 馬奎斯盜用蝙蝠俠的軟式飛船，假借即將公開蝙蝠女俠身份的名義吸引大量高譚市民至街道上，準備在五小時後向高譚空投小丑的大量硫酸炸彈。由於沒有其他辦法，潔達被芮恩說服而向韋恩企業董事會公開馬奎斯兒時毒害父親的證據，使芮恩成功搶回執行長寶座與蝙蝠洞。而芮恩看出瑪莉仍想解救愛麗絲，因此親自去探望愛麗絲並最後一次協助她釋放，還將使用蜂鳴器的選擇權讓給她。當路克試圖將飛船更改座標時，馬奎斯摧毀駕駛台而無法繼續遠程控制，芮恩被迫上船與馬奎斯進行兄妹對決，最後兩人雙雙破窗跌落至蝙蝠信號樓頂。愛麗絲前來報恩而營救芮恩，使她找準時機對馬奎斯進行電擊。路克著裝上船卻發現無法解除炸彈或手動操作，被迫犧牲自己父親的人工智能而就地操作，與父親道別並得到其答復與支持後，讓飛船在高譚荒無人煙的一片地區炸毀。馬奎斯醒後徹底恢復自我而回歸家人身邊，實現潔達和芮恩母女倆的一家團聚心願。芮恩隨後跟蘇菲、瑪莉和路克歡聚一堂慶祝勝利，與蘇菲的感情也更上一層樓。愛麗絲做出重大決定，聽取瑪莉的意見而前往一間遠在外地的特殊療養中心重塑自我。然而，飛船的爆炸雖未造成重大傷亡，然而仍對該地區造成嚴重破壞與污染。在清場善後過程中，清理人員與新聞團隊遭到一具類人的“不明骸骨”現身襲擊。                             |             |                                          |                  |                                               |                |           |                       |

## 外部鏈接
- 互联网电影数据库（IMDb）上《蝙蝠女俠》的资料（英文）
- 豆瓣电影上《蝙蝠女俠》的資料 （简体中文）